# Chiesa di San Rocco (Rovigo)
La chiesa di San Rocco fu un edificio religioso sito nel centro storico di Rovigo, capoluogo dell'omonima provincia del Veneto e del territorio del Polesine, abbattuta nel 1938 per lasciare spazio alla costruzione dell'attuale Palazzo INA.
Citata come esistente già agli inizi del XVI secolo, ospitava la confraternita di San Rocco in seguito, dal 1607 aggregata all'arciconfraternita di San Rocco di Roma, e occupava il terreno adiacente al fianco sinistro di Palazzo Angeli, con facciata addossata all'attuale via Angeli (già strada san Rocco).
Parte del patrimonio artistico e degli arredi sacri della chiesa sono immagazzinati o riutilizzato come decorazioni di chiese cittadine moderne, come nel caso delle  statuine in marmo raffiguranti i santi Sebastiano e Bellino, sculture di Giuseppe Bossi, e quella lignea, opera di Giovanni Caracchio, raffigurante san Rocco presenti nella chiesa del Cuore Immacolato di Maria e Sant'IIario, meglio nota in città come chiesa della Commenda.

## Descrizione

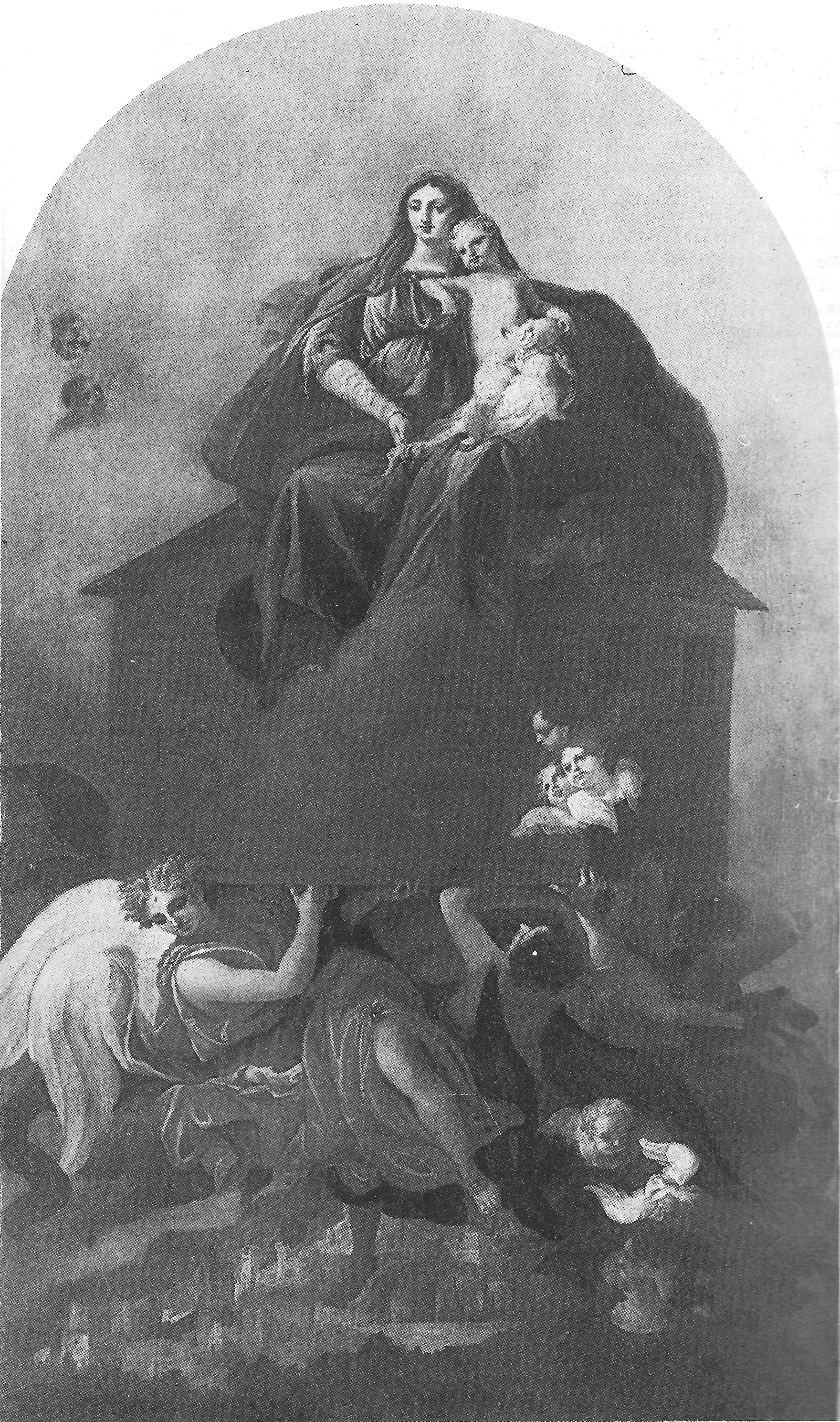
Madonna di Loreto, olio su tela di scuola veneta originariamente presente nella chiesa.

### Esterno
L'edificio era semplice, a capanna e a navata unica, con facciata di gusto neoclassico, tripartita da quattro lesene ioniche poggianti su alti basamenti e sorreggenti la trabeazione e il timpano di forma triangolare. Presentava l'unico portale con lunetta triangolare posto al centro della stessa e sormontato da un finestrone cieco. La struttura integrava anche un campanile a base quadrata posizionato sulla parte posteriore sinistra della pianta.

### Interno
All'interno erano presenti l'altare maggiore e altri due altari laterali per parte, dei quali sono sopravvissuti il primo, parzialmente, entrambi quelli addossati alla parete sinistra e il secondo dei due di destra.